# Cantharellus insignis
Cantharellus insignis é uma espécie de fungo pertencente à família Cantharellaceae.